# 邱清华
邱清华（1920年—2015年12月8日），男，浙江温州人，中华人民共和国政治人物。

## 生平
1938年加入中国共产党。解放前曾任中共乐清县委书记、永乐人民抗日自卫游击总队政委、括苍中心县委书记、浙南游击纵队括苍支队政委、浙南游击纵队副政委。新中国成立后历任中共温州地委副书记、专署专员，浙江省机械厅厅长，浙江大学党委副书记、副校长，浙江省教育卫生体育办公室主任，浙江省第五、六届政协副主席。1993年从浙江省政协副主席岗位上离休。第一、二、三届全国人大代表。
2015年12月8日13时32分，在杭州逝世。

## 家族
其夫人张雪梅曾任温州地委宣传部副部长兼《浙南大众报》总编辑，后调任《浙江日报》副总编，是国民党中央组织部副部长张冲（张淮南）的女儿。其堂兄为蒋介石嫡系将官邱清泉。